# Dany Verlinden
Daniël (Dany) Verlinden (Aarschot, 15 augustus 1963) is een Belgisch voormalig doelman in het betaald voetbal. Verlinden speelde 16 jaar voor Club Brugge en heeft er achter Franky Van der Elst de meeste wedstrijden aller tijden. 
Verlinden wordt gezien als een van de grootste iconen van Club Brugge. Franky Van der Elst, Birger Jensen, Raoul Lambert ("Lotte"), Jan Ceulemans ("Caje"), Fons Bastijns, Georges Leekens, Julien Cools, Timmy Simons en Gert Verheyen zijn spelers die een gelijkaardige status worden toevertrouwd. Hij stond in totaal in 569 officiële wedstrijden tussen de palen; alleen Franky Van der Elst heeft meer wedstrijden voor Club Brugge gespeeld dan hij. Verlindens carrière in het beroepsvoetbal begon bij Lierse SK in 1980, maar zijn grootste successen behaalde hij met Club Brugge waar hij in de periode 1988–2004 onder meer vijf Belgische landstitels en vijf maal de Beker van België won. 
Verlinden was een uitstekende doelman op zijn doellijn ondanks zijn kleine gestalte van 1,74 meter. Vooral bij Brugge in de jaren 90 — maar ook tijdens zijn laatste seizoenen, met nog een landstitel als aanvoerder van het elftal in 2003 onder Trond Sollied — oogstte hij veel lof met zijn prestaties aangezien Club Brugge toen vier keer Belgisch landskampioen werd — onder Georges Leekens in 1990, onder Hugo Broos in 1992 en 1996, en onder Eric Gerets in 1998. Hij speelde meestal met kauwgom in de mond, zowel in België als in Europese wedstrijden. Dit werd een van zijn handelsmerken. Europees, met name in de UEFA Cup en UEFA Champions League, steeg Verlinden enkele malen boven zichzelf uit. In België kreeg hij als bijnaam "De Muur" — "The Wall" in een Europese context. 

## Levensloop

### Clubcarrière

#### Prestaties in Europa
Dany Verlinden, die bijna altijd met kauwgom in de mond speelde waarop hij dan verwoed kauwde na een tegendoelpunt, heeft anno 2023 reeds 33 jaar het Europese record van langste periode zonder tegendoelpunt in een hoogste Europese voetbaldivisie, nl. 1390 minuten tussen 3 maart en 26 september 1990. Wereldwijd staat Verlinden hiermee op de derde plaats. Verlinden was ook een tijdje de oudste speler die in de Champions League uitkwam, met 40 jaar en 116 dagen. Hij verloor dit record aan Alessandro Costacurta. Ondertussen passeerde ook Marco Ballotta hem op de ranglijst.
In 1991/92 loodste trainer Hugo Broos Club Brugge naar de halve finale van de Europacup II. Club Brugge had in de kwartfinale het Spaanse Atlético Madrid uitgeschakeld en mocht het vervolgens opnemen tegen het Duitse Werder Bremen. Het won thuis met 1-0 na een vroege goal, maar verloor in Duitsland met 2-0. Het zou tot en met het seizoen 2023/24 de laatste keer zijn dat Club Brugge de halve finale van een Europees toernooi haalde. In 1994/95 bereikte Verlinden met Club Brugge de kwartfinale van de UEFA Cup, die werd gewonnen door Parma in een Italiaans onderonsje tegen Juventus Turijn. Brugge – met Verlinden in doel en nog steeds Broos als trainer – ging eruit tegen het Engelse Chelsea.
In het seizoen 1992/93 nam Verlinden deel aan de eerste editie van de Champions League, namens Club Brugge. Verlinden en co gingen eruit in de groepsfase, waarin het Olympique Marseille, CSKA Moskou en Glasgow Rangers lootte. In het seizoen 2002/03 nam Verlinden opnieuw deel aan de UEFA Champions League. Brugge bevond zich op het niet-kampioenenspoor en schakelde eerst het Roemeense Dinamo Boekarest uit. Als nummer twee van de Eerste klasse 2001/02, achter landskampioen KRC Genk, hadden Verlinden en zijn medespelers het recht op het spelen van ten minste twee voorrondes en pas dan kon de kwalificatie eventueel een feit zijn. Genk moest één voorronde spelen (tegen het Tsjechische Sparta Praag). Club Brugge haalde op 28 augustus 2002, net als Genk, de kwalificatie voor de groepsfase van de Champions League binnen, in de terugwedstrijd thuis tegen het Oekraïense Sjachtar Donetsk na strafschoppen. Verlinden werd held van de avond: hij stopte twee strafschoppen. Brugge miste op hun beurt geen enkele strafschop.
Op 13 november 2002 viel voor Club Brugge definitief het doek in de UEFA Champions League-campagne, waarin Brugge, met een die avond ijzersterke Verlinden, zijn verdedigers en met name voorspelers Gert Verheyen en Sandy Martens, won van de Turkse kampioen Galatasaray SK met 3–1. In verkleumende weersomstandigheden leed Club Brugge op die 13 november 2002 – met Verlinden tussen de palen – een 2–0 nederlaag op het ondergesneeuwde veld van Lokomotiv Moskou. Doelpunten toen van de Braziliaan Júlio César en de aanvoerder van Lokomotiv, de Russische international Dmitri Loskov. Club kwam in de 1/16e finales van de UEFA Cup terecht, maar botste daar nog voor Nieuwjaar op het Duitse VfB Stuttgart en daardoor was in december het Europees verhaal reeds geschreven. 
Club Brugge werd toen ook derde in zijn groep, met daarin ook de Spaanse topclub FC Barcelona waartegen men 3–2 verloor op Camp Nou en waartegen men daarna thuis — tegen een Barcelonees B-elftal — met 0–1 de boot inging. Verlinden incasseerde voorbij het uur een afstandsschot van Juan Román Riquelme. Verlinden speelde tijdens dat seizoen van de UEFA Champions League mee in alle zes groepswedstrijden. Het jaar daarop kwam hij vier keer in actie, Tomislav Butina twee maal.
Verlinden kende het jaar daarop opnieuw een memorabele Champions League-campagne. Tijdens het seizoen 2003/04, een Champions League waaraan Brugge deelnam als Belgisch landskampioen. Alhoewel zijn Kroatische concurrent en latere opvolger Tomislav Butina de kwalificatie voor de groepsfase bewerkstelligde in een bloedstollende strafschoppenserie in en tegen het Duitse Dortmund, dat spelers als Jan Koller en Tomáš Rosický tussen de lijnen had. Hij keepte de heenwedstrijd in Brugge.
Met name de Italiaanse topclub en toenmalig titelhouder in de Champions League, AC Milan stuitte op 22 oktober 2003 op de Muur. Club Brugge ging in de groepsfase met 0-1 winnen in San Siro. Het had daarbij genoeg aan een doelpunt van Andrés Mendoza iets over halfweg in de eerste helft doch vooral aan het beresterke keeperswerk van Verlinden. Bij een 0–0 tussenstand werd Verlinden weliswaar geklopt, maar Filippo Inzaghi stond buitenspel en zijn doelpunt werd afgekeurd. Na Mendoza's goal werd Club Brugge, met vijf verdedigers en Timmy Simons als libero, tot ultradefensief voetbal genoopt. Club werd dan wel van de mat gespeeld, het werd uiteindelijk niet tegen het canvas gewerkt. De mastodont AC Milan was namelijk onder stoom gekomen en speelde een stuk sneller. Verlinden bleek echter onverzettelijk die avond en hield Kaká, Filippo Inzaghi en Andrij Sjevtsjenko meerdere keren van een doelpunt.
Een sterke Verlinden hield Club Brugge dat seizoen herhaaldelijk in de running voor de volgende ronde van de Champions League, maar zijn reddingen volstonden niet voor de 1/8ste finales. Wel zorgde hij er mee voor dat Ajax dat seizoen het Europese toneel voorgoed moest verlaten. Ajax werd laatste in de groep, hoewel het kon beschikken over spelers als Zlatan Ibrahimović en aanvoerder Rafael van der Vaart. Club Brugge won in de groepsfase thuis met 2–1 van de Amsterdammers, maar verloor met 2–0 in de Johan Cruijff Arena (met dank aan landgenoot Wesley Sonck die Verlindens doublure Tomislav Butina twee keer het nakijken gaf).
Uiteindelijk strandden Club Brugge en Verlinden alsnog op een derde plaats. Dat kwam tot stand doordat men zelf op 4 november 2003 thuis verloor tegen AC Milan en vervolgens op de vijfde speeldag niet verder kwam dan een gelijkspel op het veld van Celta de Vigo (2–1 thuiszege tegen Ajax pas op de laatste speeldag). Verder kwam het vooral doordat AC Milan, dat als groepswinnaar al zeker was van de volgende ronde, het bij een salonremise hield tegen Celta de Vigo. Milan-coach Carlo Ancelotti stuurde op de laatste speeldag een B-elftal de wei in. Celta plaatste zich voor de knock-outfase, Club en Ajax tuimelden uit de Champions League. 
De terugwedstrijd tegen AC Milan, voor eigen volk op speeldag vier, speelde Club overigens beter en vooral offensiever voetbal. Na een slotoffensief van AC Milan en laat doelpunt van de Braziliaanse sterspeler Kaká werd Verlinden toch nog geklopt: 0–1. Verlinden sloot zijn Europese campagne dat jaar evenwel in mineur af, met een mindere prestatie tegen het Franse Girondins de Bordeaux in de UEFA Cup. Verlinden was onder meer onoordeelkundig uit zijn doel gekomen bij een doelpunt van Real Madrid-huurspeler Albert Celades, die ook een tweede bal in Verlindens mand zou leggen. Club schakelde een ronde eerder het Hongaarse Debreceni VSC uit, maar over twee wedstrijden was Bordeaux sterker (3–1 uit en 0–1 thuis). Zo zat Verlindens carrière in Europa er tevens op: hij stopte aan het eind van het seizoen.

#### Carrière in België
Verlinden hield verscheidene concurrenten op de bank met zijn prestaties, onder wie Philippe Vande Walle, Jürgen Belpaire, de Sloveen Dejan Nemec en de Egyptenaar Ibrahim Nader El-Sayed. Verlinden heeft 569 maal in het doel gestaan bij blauw-zwart, waarvan 433 maal in de competitie. Verlinden werd met Club Brugge vijfmaal Belgisch landskampioen en won vijfmaal de Beker van België. Toen Brugge in 2003 kampioen werd, was Verlinden aanvoerder van het elftal. Franky Van der Elst is de recordhouder (615 wedstrijden), voor Verlinden.
Verlinden werd in 1988 door Club Brugge bij Lierse SK weggeplukt als vervanger van het Deense clubicoon Birger Jensen, die met Brugge onder meer vijf landstitels behaalde en twee verloren Europese bekerfinales op zijn palmares had bijgeschreven. Verlinden had met andere woorden grote schoenen te vullen toen hij van Lierse overkwam. Zijn eerste wedstrijd voor Club Brugge speelde hij in april 1989, thuis tegen Standard Luik. Hij kreeg in het Jan Breydelstadion een welverdiend afscheid, op zaterdag 15 mei 2004 en in de laatste competitiewedstrijd: een thuiswedstrijd tegen uitgerekend zijn eerste club Lierse SK. In de 89ste minuut ging het bordje met rugnummer 1 de hoogte in. Verlinden kreeg een staande ovatie en de Kroaat Tomislav Butina kwam in zijn plaats. Brugge won de wedstrijd ook met 3–0. Verlinden werd na de wedstrijd door zijn medespelers op handen gedragen en uitgebreid gevierd.
Ter zijner eer droegen zijn medespelers tegen Lierse SK een uniek thuisshirt met het opschrift "Dany Forever" en daaronder klein de naam van sponsor Dexia. Dany Verlinden droeg zijn reguliere keeperstenue. Voorafgaand nam men een foto in Champions League -en WK-stijl, voor Verlinden en gezin om in te kaderen: hijzelf, zijn aan de aftrap staande ploegmaats Andrés Mendoza, David Rozehnal, Nastja Čeh, Philippe Clement, Timmy Simons, Peter Van der Heyden (van links naar rechts staand), Victor, Gert Verheyen, Gaëtan Englebert en Birger Maertens (van links naar rechts hurkend, met Verlinden) én zijn zoontjes Thibaud (die toen 5 jaar oud was) en Justin (die toen 7 jaar oud was).
Dat hij zijn carrière bij Club Brugge zou afsluiten, vernam de Belgische krant De Standaard al van Verlinden in september 1999. In zijn allerlaatste wedstrijd als profvoetballer, de bekerfinale tegen SK Beveren op zondag 23 mei 2004 in het Koning Boudewijnstadion, slaagde Verlinden er nog in een eigen doelpunt te maken, overigens evenals verdediger Birger Maertens. De twee Beverse doelpunten waren dus eigen doelpunten van Club-spelers. Maertens volleyde de bal in eigen doel, Verlinden trapte de bal in het dak van zijn eigen doel bij een scrimmage na een harde vrije trap van Romaric die in het pak bleef hangen. Brugge won nog met 4-2, dankzij doelpunten van Peter Van der Heyden en Andrés Mendoza (voor Mendoza werd het net als Verlinden zijn allerlaatste wedstrijd voor Brugge, hoewel nog niet bekend). Verlinden mocht zo alsnog de Beker van België in de lucht steken bij zijn 'echte' afscheid als profvoetballer.

### Interlandcarrière
Verlinden speelde één interland in het Belgisch voetbalelftal was invaller in het team bij het WK 1994 en 1998. Bij de Rode Duivels was hij net als met Gilbert Bodart, Filip De Wilde en Philippe Vande Walle een van de doublures van de absolute nummer één Michel Preud'homme.

### Trainerscarrière
Na zijn loopbaan als keeper mocht Dany Verlinden meteen keeperstrainer worden bij Club Brugge. Op 23 mei 2012 maakte Club Brugge bekend dat het Verlinden, na jaren trouwe dienst, ontsloeg ten gunste van Philippe Vande Walle. Daarna volgden buitenlandse avonturen bij Al Shabab in Saoedi-Arabië en Club Africain in Tunesië. Van juni 2018 tot augustus 2022 was Verlinden werkzaam als keeperstrainer bij Cercle Brugge, terwijl hij dat van 2004 tot 2012 ook bij Club al was tot hij door het toenmalige bestuur opzij werd geschoven. In augustus 2022 mocht hij ook vertrekken bij Cercle Brugge.

### Politiek
Verlinden werd na zijn sportloopbaan gemeenteraadslid voor Open Vld in Koksijde.

## Erelijst
- Belgisch kampioen in 1990, 1992, 1996, 1998 en 2003
- Belgisch bekerwinnaar in 1991, 1995, 1996, 2002 en 2004
- Belgische Supercup in 1990, 1991, 1992, 1994, 1996, 1998, 2002, 2003, 2004, 2005

## Trivia
- In 2005 had Verlinden een cameo in de Vlaamse sitcom F.C. De Kampioenen. Ook Mike Verstraeten, gewezen verdediger van Germinal Ekeren en evenals Verlinden ex-international bij de Rode Duivels, had een cameo in een speciale aflevering ter ere van het personage Xavier Waterslaeghers, gespeeld door Johny Voners (aflevering "Feest!" uit seizoen 16).[39]
- Zijn zoon Thibaud Verlinden is ook professioneel voetballer. Zijn positie is flankaanvaller. Anno 2025 speelt hij voor Oud-Heverlee Leuven.
- Zijn oudste zoon Justin Verlinden was doelman bij KV Oostende om nadien voor Patro Eisden Maasmechelen uit te komen, waar hij als tweede doelman fungeerde onder trainer Stijn Stijnen, voormalige doublure van vader Dany bij Club Brugge.[40]